# 加德纳色度
加德纳色度（Gardner Color Scale）是量測黃色深淺的一維度量，數值從1到18，數字越大表示顏色越深。加德纳色度和APHA/Pt-Co/Hazen色度重疊，加德纳色度量測濃度較高的黃色，APHA色度量測濃度較低的黃色。

## 歷史
自十九世紀早期開始，就已在研究透明液體的顏色。顏色的變化可以表示原材料的污染或是不純物、製程的變異，或是材料隨時間的降解。
加德纳色度和APHA/Pt-Co/Hazen色度都是針對黃色的一維度量。檢定方式是將待測品倒入試管中，和事先準備好，已知加德纳色度的標準樣品比對。最接近標準樣品的色度即為待測品的加德纳色度。此作法會因為觀察者、照明等因素所有變異，因此不太準確。
加德纳色度也可以用dual beam xenon flash分光光度計量測，例如UltraScan Pro，分光光度計可以量測待測物的透射率，自動計算加德纳色度，其中會用到illuminant C和2º observer。